# Manuel Varona Suárez
Manuel Varona y Suárez (Camagüey, 1868-La Habana, 1928) fue un médico y político cubano, representante a la Cámara, senador de la República y secretario de Sanidad y Beneficencia, además de alcalde de La Habana.

## Biografía
Nacido el 2 de mayo de 1868 en Camagüey, desempeñó el cargo de secretario de Sanidad y Beneficencia entre 1909 y 1913.

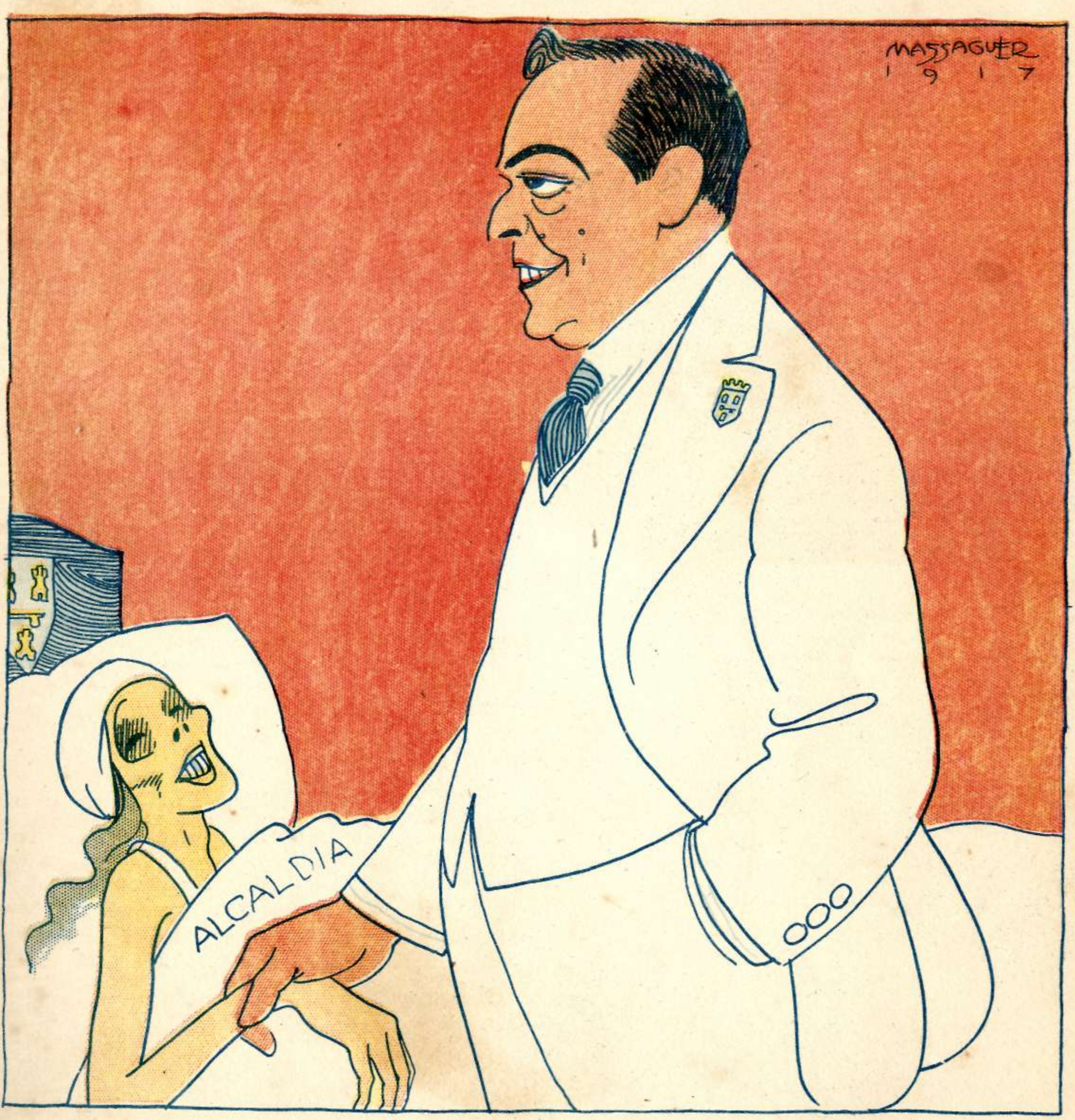
Retratado por Massaguer en la revista Social (1917)

Médico de profesión, trabajó en favor de la salubridad pública e impulsó los organismos sanitarios y de beneficencia, amplió y mejoró hospitales y el sanatorio Esperanza y creó el Negociado de Homicultura. Combatió contra la tuberculosis y publicó diversas obras de medicina e higiene.
Durante la década de 1910 fue representante a la Cámara, además de alcalde de La Habana en 1916 y, posteriormente, senador. Falleció el 26 de abril de 1928 en La Habana y fue enterrado en el cementerio de Colón.